# Die Villa (Tankred Dorst)
Die Villa ist ein Theaterstück von Tankred Dorst, das am 20. September 1980 im Düsseldorfer Schauspielhaus unter der Regie von Jaroslav Chundela und zugleich  im Württembergischen Staatstheater Stuttgart unter der Regie von Günter Krämer uraufgeführt wurde.

## Handlung
Das Stück spielt im Jahr 1948  in der Nähe von Grünitz in der ehemaligen Ostzone. Der Fabrikant Kurt Bergk und seine Frau Elsa haben Flüchtlinge in ihre Villa aufnehmen müssen – den Schauspieler Herzog, den Studenten Robert Scharwenka und dessen Mutter sowie den blinden Herrn Dussek und dessen Schwester. Bergk beschäftigt nur noch zwanzig Arbeiter. Weiss und Rebhan, zwei Kommunisten, machen in der Bergkschen Blechfabrik Inventur. Bergk will die beiden glauben machen, die verpackten Stanzmaschinen seien nicht für den Abtransport in den Westen bestimmt.
Die Ehe des Paares ist unglücklich. Elsa verachtet ihren Mann, und tischt ihm alte Geschichten auf, in denen er sich übel und herzlos verhalten habe.
Elsas fängt ein Verhältnis mit dem Theaterautor Heinrich Merz an, der als Bürgerlicher nicht studieren durfte und sich in den Westen abgesetzt ht. Ab und zu besucht er aber seine Mutter und seinen Bruder Tilmann in Grünitz. Heinrich, als Ortskundiger, schleust bei diesen Gelegenheiten Bürger in den Westen.
Elsa  möchte, dass Heinrich sie in den Westen mitnimmt. Aber Heinrich möchte lieber Fränzchen, eine Schauspielschülerin, in den Westen mitnehme. Als
sich Heinrich endgültig für die jüngere Frau entschieden hat, nimmt Elsa eine Überdosis Schlaftabletten.

## Nebenhandlungen
Die Struktur der Deutschen Stücke (siehe verwendete Ausgabe) überrascht den Zuschauer in einem Punkt. Nebenfiguren bekommen in einem andern Stück Bedeutung. Zum Beispiel Herr Herzog in der „Villa“ – der Kommunist war im KZ inhaftiert gewesen und ist in der Ostzone Theaterdirektor geworden – ist Auf dem Chimborazo ein Gegenstand der Auseinandersetzung.
Ein anderer Kommunist, der junge Student Robert Scharwenka, muss zusammen mit seiner Mutter betrachtet werden. Der Junge sucht in der Ostzone seinen Weg. Und die Mutter kann einfach nicht glauben – in Ostdeutschland gibt es 1948 keine Herren mehr.

## Rezeption
- Nach Wolfgang Höbel[2] verarbeite Dorst die eigene Familiengeschichte.
- Bei Bekes finden sich auf den Seiten 50 und 51 drei Abbildungen zu den zwei Uraufführungen. Chundela habe die Frage nach dem Bleiben oder Weggehen in den Vordergrund gerückt und Krämer habe Lebensträume auf die Bühne gestellt.[3] Bekes zitiert eine aufschlußreiche Notiz Dorsts zu den Charakteren des Stücks.[4]
- In Barners Literaturgeschichte[5] lässt der Bearbeiter von „Die siebziger Jahre. Drama und Theater“ durchblicken, Ideologiekritik dominiere in dem Stück nicht.